# Agência Reguladora de Águas, Energia e Saneamento Básico do Distrito Federal
A Agência Reguladora de Águas, Energia e Saneamento Básico do Distrito Federal é uma agência reguladora brasileira do Distrito Federal. Criada em 2004 pela lei 3.365/04, como autarquia, órgão independente, dotado de autonomia patrimonial, administrativa e financeira, com prazo de duração indeterminado, teve suas competências ampliadas pela lei 4.285/08.
Como competência, a Adasa acompanha, regula e fiscaliza o ciclo completo do uso da água, com especial atenção na sua retirada e na devolução ao corpo hídrico.
A área de atuação da Adasa compreende, além dos diversos usos da água, a energia e o saneamento básico, a distribuição de gás canalizado, do petróleo e seus derivados (biocombustíveis, álcool combustível, gás veicular e lubrificante).
A responsabilidade pelos serviços de abastecimento de água e esgotamento sanitário é da Companhia de Saneamento Ambiental do Distrito Federal (Caesb) e cabe à Adasa a responsabilidade de definir regras e condições para os serviços de abastecimento de água e esgotamento sanitário ofertados, inclusive tarifas, bem como fiscalizar sua qualidade e o desempenho do prestador dos serviços.